# UltraSPARC T2
Pour les articles homonymes, voir T2.
Le micro-processeur UltraSPARC T2 de Sun Microsystems, est un microprocesseur (CPU) multicœur comportant huit cœurs, et multithread (huit threads par cœur). Il est le successeur de l'UltraSPARC T1. Il est parfois désigné sous le nom de code Niagara II.
Le T2 appartient à la série des micro-processeurs UltraSPARC. Le processeur contient huit cœurs, chacun pouvant gérer huit files d’exécution, soit 64 au total. Contrairement à l'UltraSPARC T1 chaque cœur dispose de sa propre unité de calcul en virgule flottante.
Le 12 avril 2006, Sun a annoncé la fin des opérations de conception (tape-out) du Niagara II. La commercialisation a débuté en octobre 2007.
Sun a aussi annoncé que pour la même consommation que le T1 le T2 avait une puissance deux fois plus élevée en mode transactionnel.

## Serveurs à base d'UltraSPARC T2
Le processeur T2 a été utilisé dans les matériels suivants:
- Sun Enterprise T5120 and T5220
- Sun Blade T6320 (modules)
- Sun Netra CP3260
- Sun Netra T5220

## Source
- (en) Cet article est partiellement ou en totalité issu de l’article de Wikipédia en anglais intitulé « UltraSPARC T2 » (voir la liste des auteurs).